# Redouane Cherifi
 (janvier 2020).
Si vous disposez d'ouvrages ou d'articles de référence ou si vous connaissez des sites web de qualité traitant du thème abordé ici, merci de compléter l'article en donnant les références utiles à sa vérifiabilité et en les liant à la section « Notes et références ».
Redouane Cherifi (en arabe : رضوان شريفي), né le 22 février 1993 à Beni Messous, est un footballeur algérien qui joue au poste d'arrière gauche.

## Palmarès

### En club
- Champion d'Algérie en 2019 avec l'USM Alger.
- Accession en Ligue 1 en 2016 avec l'USM Bel Abbès.

### En sélection
- Finaliste de la CAN U23 2015 avec l'équipe d'Algérie olympique.